# Economía neomarxista
El término economía neomarxista se utilizó por primera vez en las décadas de 1970 y 1980 para hacer referencia a una distinta tradición de pensamiento económico encuadrada dentro del marxismo. Muchos de los representantes más importantes se asociaron al Monthly Review.
En la economía industrial, el enfoque neomarxista enfatiza el monopolio antes que la competencia como verdadera naturaleza del capitalismo. Esto se asocia a Michal Kalecki, Paul A. Baran y Paul Sweezy.
Teóricos tales como Samuel Bowles, John Roemer, Herbert Gintis, Jon Elster y Adam Przeworski han adoptado las técnicas de la economía neoclásica, incluyendo la teoría de juegos y la modelización matemática, para demostrar conceptos marxistas como la explotación y los conflictos de clase.
El enfoque neomarxista aunó economía no marxista o "burguesa" de poskeynesianos como Joan Robinson y el neoricardiano Piero Sraffa.
Economistas polacos como Michał Kalecki, Rosa Luxembourg, Henryk Grossman, Adam Przeworski y Oskar Lange también influyeron, especialmente en el desarrollo de teorías de subconsumo. Aunque muchos oficiales de los partidos comunistas acusaron a las teorías neomarxistas de ser "economía burguesa", algunos neomarxistas fueron consejeros de gobiernos socialistas o gobiernos de países en desarrollo.
Maurice Dobb a pesar de ser un economista marxista ortodoxo también se le asocia con esta corriente.

## Argumentos
Las grandes empresas pueden mantener precios de venta a niveles altos mientras que compiten en la reducción de costes. La competencia se limita generalmente a unas pocas empresas capitalistas de grandes dimensiones, con la excepción de los mercados copados exclusivamente por monopolios (como Bell System). Las plusvalías resultantes no se pueden absorber a través de un aumento del gasto de los consumidores. La concentración de la plusvalía en manos de una élite empresarial conduce a tendencias gubernamentales de tipo imperialista y militarista, que es la forma más simple y segura de utilizar la capacidad productiva derivada de la plusvalía.
La explotación se centra en los bajos salarios de los obreros, así como otros grupos sociales, especialmente las minorías. El asalariado medio percibe cómo la fuerza productora trucida sus relaciones humanas más elementales, lo que conlleva una mayor alienación y hostilidad. Todo el sistema es irracional ya que aun cuando los individuos toman decisiones de forma racional, los objetivos del sistema no lo son. El sistema continúa funcionando mientras se implementan las políticas keynesianas de pleno empleo, pero existe una amenaza constante a que los países menos desarrollados se estabilicen, lo que acabaría con las restricciones impuestas por la dominación neocolonial.

## Posición sobre la teoría del valor-trabajo
Baran introdujo el concepto de plusvalía económico debido a la mayor complejidad causada por la dominación del capital monopolista. Junto con Paul Sweezy, Baran desarrolló la importancia de esa innovación, su consistencia con el concepto del valor-trabajo de Marx y las relaciones suplementarias respecto a la categoría marxista de plusvalía.
De acuerdo con las categorías formuladas por Baran, la "plusvalía económica real" es "la diferencia entre la producción real presente de la sociedad y su consumo presente", y por ende igual al ahorro real. Por otra parte la plusvalía económica potencial es fruto de "la diferencia entre el output producible con todos los recursos productivos utilizables y lo que podría percibirse como consumo esencial". Baran también introdujo el concepto de "plusvalía planeada", una categoría que sólo se podría alcanzar en una sociedad socialista con una planificación racional de la economía. La definió como "la diferencia entre el output óptimo disponible en un entorno tecnológico bajo las condiciones de una utilización planificada óptima de todos los recursos productivos disponibles, y cierto volumen de consumo óptimo".
Baran usoó el concepto de plusvalía para analizar las economías subdesarrolladas (las que hoy se denominarían en desarrollo) en su libro La economía política del crecimiento".